# Wenche Myhre
Wenche Synnøve Myhre (født 15. februar 1947 i Kjelsås i Oslo) er en norsk sangerinde, som siden 1960'erne har haft succes med en række sange på norsk, tysk og svensk.
Hun debuterede tilbage i 1954 som barnesangerinde og begyndte at udgive singleplader hos Arne Bendixen på det norske Triola Records fra 1963. Blandt titlerne kan nævnes Katta Vår (Alley Cat), og Bli Med Ut Å Fisk .
Kort efter var succesen sikret, og hele vejen op igennem årtierne har hun optrådt for både et stort norsk publikum og et endnu større tysk publikum, som den norske pendant til vores Gitte Hænning.
I årenes løb har hun fået mange hædersbeviser, guldplader og anerkendelser, og Wenche Myhre udgav i 2004 en dobbelt-cd med alle de bedste gennem tiderne, med materiale på fem sprog.
Mærkeligt nok har de fleste af Wenche Myhres LP'er titlen Wenche Myhre, og det har ofte besværliggjort en norsk diskografi.
Også Danmark har haft glæde af Wenche Myhre, idet hun i en periode i 1970'erne var dansk gift og bosat i Charlottenlund. Det førte bl.a. til en enkelt placering på Dansktoppen i 1977, med Det'jo disse ting der hænder, der forinden havde rykket godt i Norge. Hun synger desuden sangene på den danske udgave af Disney-filmen Bernard & Bianca fra 1977.
Wenche Myhre har lavet masser af TV, især i Tyskland, Norge og i Sverige.